# David Robertson (baseball)
Pour les articles homonymes, voir David Robertson et Robertson.
David Alan Robertson (né le 9 avril 1985 à Birmingham, Alabama, États-Unis) est un lanceur de relève droitier des Rangers du Texas de la Ligue majeure de baseball. 
David Roberston, frère de Connor Robertson, un autre lanceur de baseball, remporte la Série mondiale 2009 avec les Yankees de New York, pour qui il évolue une première fois de 2008 à 2014, avant de jouer pour les White Sox de Chicago du début de la saison 2015 à juillet 2017.

## Carrière

### Yankees de New York

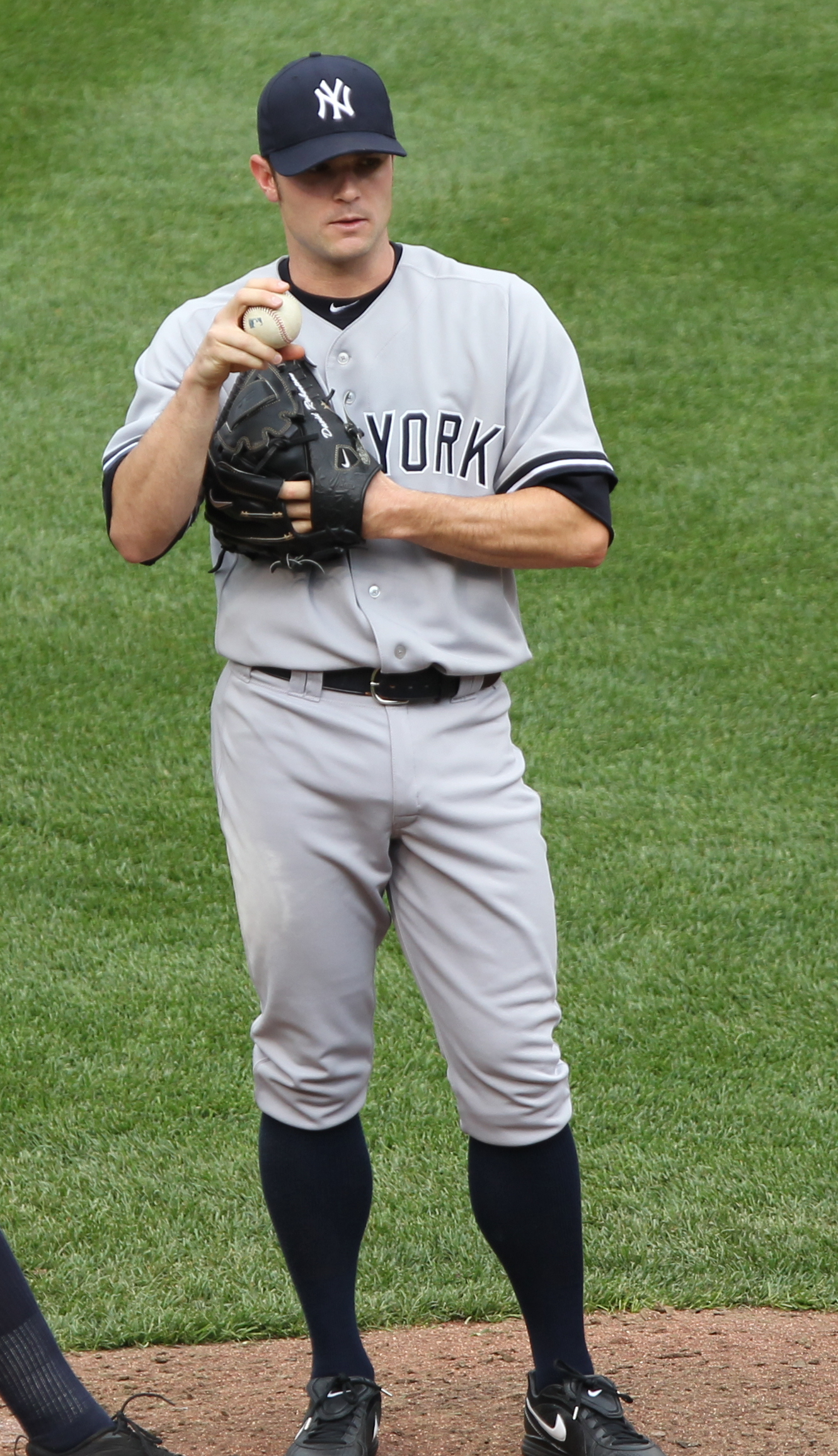
David Robertson en 2011.

Étudiant à l'université de l'Alabama où il évolue sous les couleurs du Crimson Tide, David Robertson est repêché le 6 juin 2006 par les Yankees de New York. 
Il fait ses débuts dans le baseball majeur le 29 juin 2008. À sa première saison, où il joue 25 parties comme lanceur de relève et lance 30 manches et un tiers, il remporte quatre décisions sans encaisser de défaites et réussit 36 retraits sur des prises mais affiche une moyenne de points mérités élevée de 5,34.
En 2009, les Yankees l'envoient lancer dans 45 matchs. En 43 manches et deux tiers au monticule, il enregistre 63 retraits sur des prises et maintient sa moyenne à 3,30. En séries éliminatoires, il n'accorde aucun point en cinq manches et un tiers lancées et participe à la conquête de la Série mondiale 2009 par les Yankees. Durant le parcours de son équipe vers ce titre, il est crédité d'une victoire en Série de divisions contre les Twins du Minnesota et d'une autre en Série de championnat face aux Angels de Los Angeles.
Davantage utilisé à partir de la saison 2010, Robertson dispute 64 parties cette année-là et présente une moyenne de 3,82 avec 71 retraits sur des prises en 61,1 manches. En éliminatoires, il connaît, à l'instar de ses coéquipiers lanceurs, des ennuis dans la Série de championnat perdue contre les Rangers du Texas. Envoyé lancer dans quatre matchs, Robertson accorde six points sur huit coups sûrs en deux manches et deux tiers.
En 2011, il obtient 100 retraits au bâton en 66,2 manches. En 70 matchs, sa moyenne n'est que de 1,08 point mérité accordé par partie. Il remporte 4 victoires contre aucune défaite. En éliminatoires, le parcours des Yankees prend fin dès la Série de divisions mais Robertson blanchit en deux manches les Tigers de Détroit.
Robertson lance habituellement la 8e manche des matchs des Yankees afin de préparer l'entrée dans le match du stoppeur étoile Mariano Rivera. Ce dernier se blesse tôt dans la saison 2012. Il est alors annoncé que Robertson partagera le poste de stoppeur avec Rafael Soriano. Mais Robertson lui-même se retrouve sur la liste des blessés la semaine suivante et, à son retour, il retrouve son rôle de lanceur de 8e manche avant Soriano, qui protège les victoires. La moyenne de points mérités de Robertson s'élève à 2,67 en 60 manches et deux tiers, avec en 65 apparitions au monticule deux victoires, 7 défaites et deux sauvetages. 
En 2013, chargé de préparer l'entrée dans le match de Rivera, revenu au jeu pour la nouvelle saison, Robertson abaisse sa moyenne de points mérités à 2,04 en 66 manches au monticule. Il remporte 5 victoires contre une seule défaite et enregistre 3 sauvetages en 70 matchs.
Il devient en 2014 le stoppeur des Yankees, Rivera étant désormais à la retraite. À sa première année dans ce rôle, Robertson réussit 39 sauvetages, le 3e plus haut total de la Ligue américaine. Sa moyenne de points mérités de 3,08 en 64 manches et un tiers est toutefois sa plus élevée en une année depuis la saison 2010.

### White Sox de Chicago

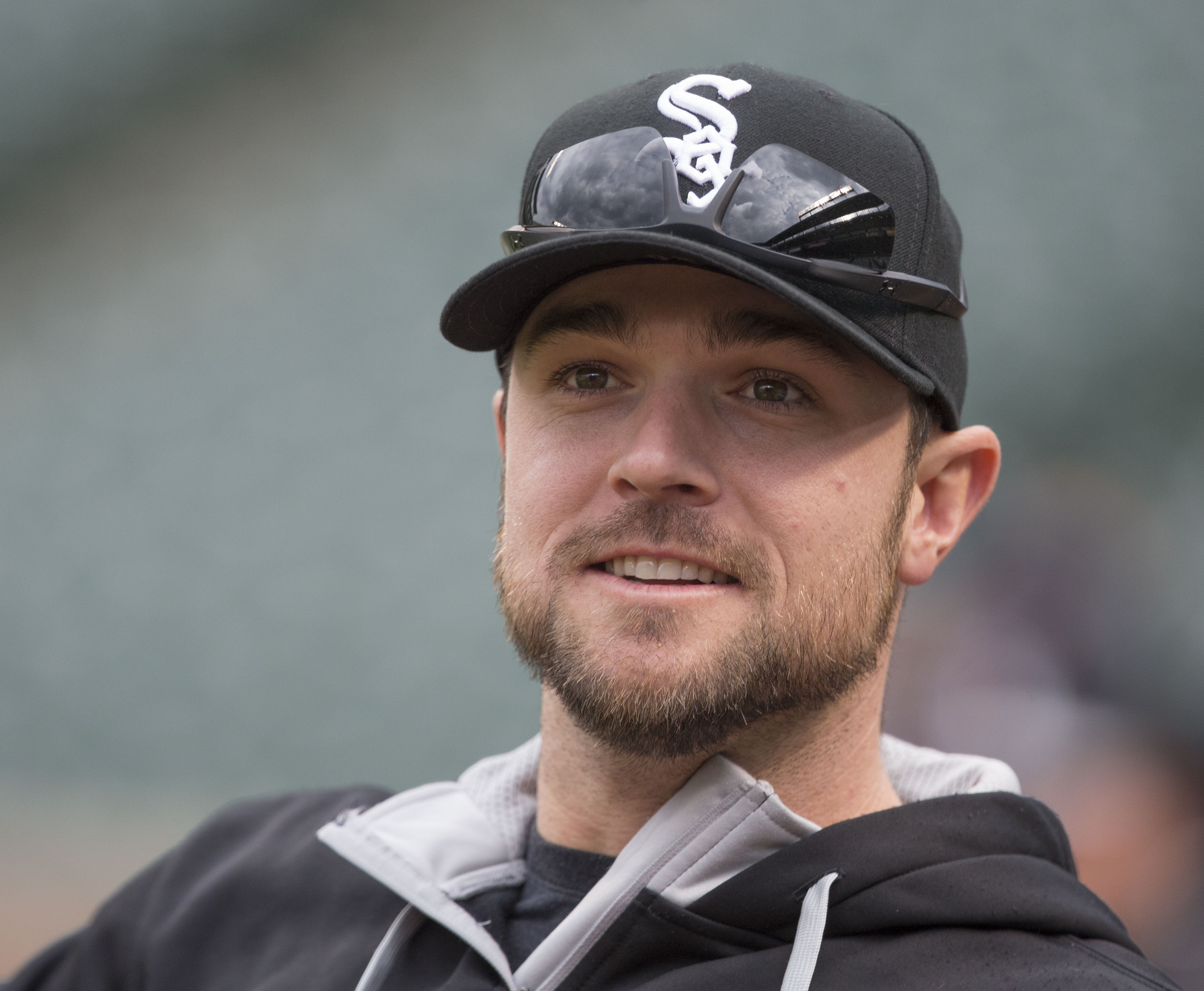
David Robertson en 2015 avec les White Sox de Chicago.

En décembre 2014, Robertson rejoint les White Sox de Chicago pour 4 saisons, acceptant un contrat d'une valeur de 46 millions de dollars.
Stoppeur des White Sox, Robertson réalise 34 sauvetages en 2015 et 27 en 2016. Sa moyenne de points mérités est cependant plus élevée que lors de ses années à New York : 3,41 puis 3,47 en 2015 et 2016, respectivement.
Avant un échange qui le retourne aux Yankees en 2017, Robertson affiche une moyenne de points mérités de 2,70 en 33 manches et un tiers lancées pour les White Sox, avec 13 sauvetages pour le club qui occupe alors la dernière place de sa division.

### Retour chez les Yankees
Robetson est rapatrié par les Yankees de New York le 19 juillet 2017. Ceux-ci font son acquisition en même temps que le joueur de troisième but Todd Frazier et le lanceur droitier Tommy Kahnle, cédant en retour aux White Sox de Chicago le lanceur de relève droitier Tyler Clippard et trois joueurs des ligues mineures : le lanceur gaucher Ian Clarkin et les voltigeurs Tito Polo et Blake Rutherford.